# Elastografia epatica
L'elastografia epatica, conosciuta anche con i nomi commerciali FibroScan e I-LIV TOUCH , è un sistema di misurazione non invasivo della "rigidità" del tessuto epatico (in inglese stiffness). Tale misurazione, espressa in kPa, utilizza una tecnica detta Elastografia ad impulsi.

## Funzionamento
L'elastografia prevede l'uso di una sonda ecografica che trasmette un'onda di vibrazione di media ampiezza e bassa frequenza (50 Hz), la quale si propaga attraverso il fegato consentendo di valutarne l'elasticità; sono presi come unità di valutazione una sezione cilindrica di circa 4 cm di lunghezza e 10 mm di diametro alla profondità di 2,5 cm sotto la superficie cutanea. La velocità di propagazione dell'onda è maggiore nel fegato fibrotico che nel normale.
Il risultato è altamente riproducibile, e può essere ripetuto nel tempo; tale test ha il vantaggio di non procurare dolore, di essere veloce e non invasivo, come potrebbe invece essere la biopsia epatica.
Inoltre entrambe le tecnologie, I-LIV TOUCH e Fibroscan, consentono di misurare il parametro di attenuazione dell'ultrasuono in dB/m ( decibel per metro) che quantifica la steatosi epatica.
I-LIV Touch, recentemente, ha introdotto un nuovo parametro (brevettato) in via di certificazione che consente, attraverso l'analisi delle radiofrequenze, di quantificare l'infiammazione del fegato.  Questo apre ulteriormente il campo alla diagnostica ed al monitoraggio del fegato.

## Applicazioni cliniche
I primi studi sulle applicazioni cliniche della metodica risalgono al 2003.
L'elastografia epatica consente di valutare e monitorare in modo non invasivo il grado di fibrosi del tessuto epatico nei soggetti affetti da malattie croniche del fegato, come ad esempio le epatiti virali ad andamento cronico. In alcuni casi può consentire di evitare l'uso ripetuto della biopsia epatica, che tuttavia rappresenta ancora l'esame più accurato per la valutazione della fibrosi.

Nel caso delle epatiti virali, l'elastografia può essere utilizzata per monitorare gli effetti della terapia antivirale, con particolare riferimento al grado di fibrosi.
Il valore medio delle misurazioni in individui sani è compreso nell'intervallo 3 - 7 kPa, considerando che le donne spesso hanno valori leggermente inferiori rispetto agli individui di sesso maschile.
Le limitazioni del FibroScan sono legate al non utilizzo in pazienti obesi sono totalmente decade grazie alla sonda XL su Fibroscan. L'altra tecnologia, più recente, ha brevettato una sonda unica che si adatta a tutte le profondità. Non esistono, quindi, limitazioni di paziente e chiunque può fare l'esame.
La sola precauzione è il digiuno da almeno 6 ore.